# Однозарядна зброя

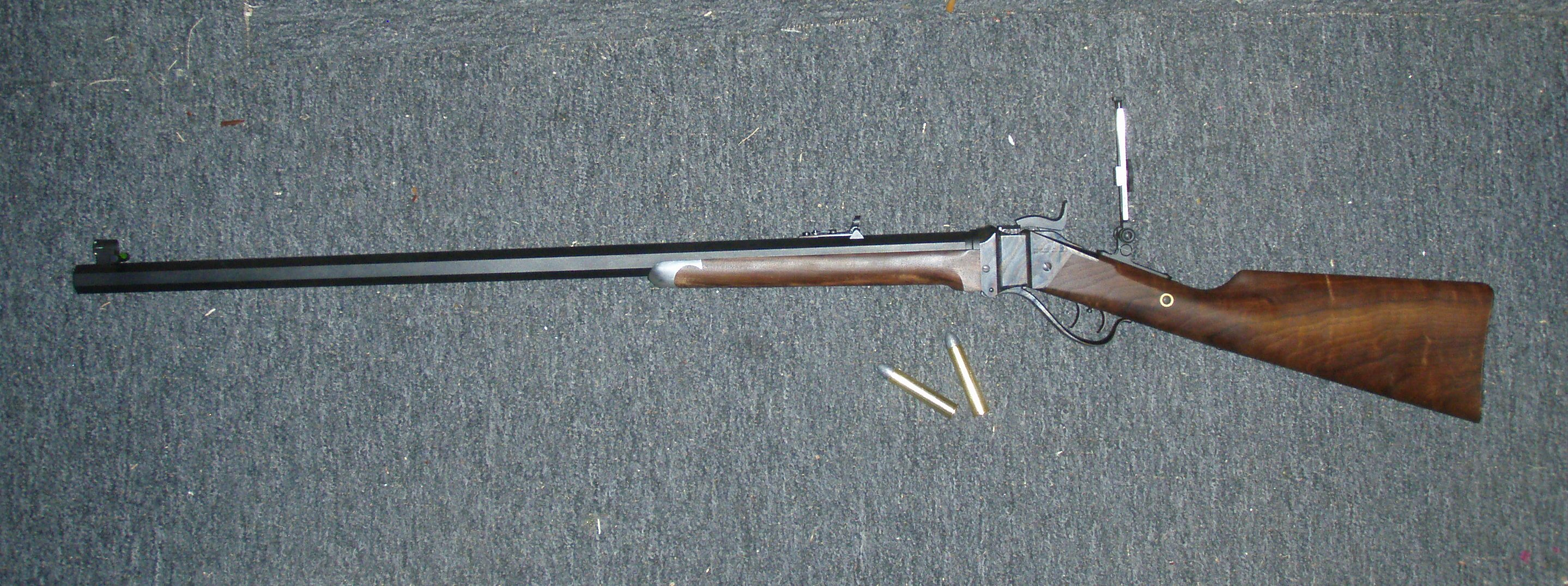
Shiloh Sharps Модель 1874 Hartford in .50-90 Sharps

Однозарядна вогнепальна зброя це зброя яка заряджається лише одним набоєм і потребує перезарядки після кожного пострілу. Історія вогнепальної зброї розпочалася з однозарядних конструкцій і прошло багато століть до появи багатозарядних магазинних конструкцій. Однозарядні конструкції менш складні ніж револьвери або зброя з магазинним живленням, але зараз багато виробників випускають однозарядні конструкції, в варіантах з набоями та без них, від кустарної до висококласної цільової зброї.

## Історія

### Період до появи унітарних набої
Більша частина вогнепальної зброї до появи унітарних набоїв в 1860-х роках були однозарядними і дульнозарядними. Проте, століттями проводили експерименти над створенням багатоствольної, казнозарядної, барабанної та іншої багатострільної вогнепальної зброї. Відомі однозарядні зразки вогнепальної зброї до появи унітарних набоїв мали ґнотові, колісцеві замки, різні види кременевих замків: снеплок (нідерландський замок), доглок (англійський замок), мікелет лок (арабський замок), а також капсульна зброя. Серед дульнозарядної зброї є мушкети Brown Bess, Charleville та Springfield Model 1861, гвинтівки Kentucky та Mississippi, а також дуельні пістолети. Крім того існували ранні казнозарядні однозарядні гвинтівки, наприклад, Hall, Ferguson та Sharps.

### Період унітарних набоїв

#### Гвинтівки
Майже всі ранні гвинтівки з заряджанням набоями мали однозарядну конструкцію, в яких використовували силу і простоту одноразової дії. Найкращим прикладом є затвор типу "trapdoor" або Аллина який використали при перших переробках дульнозарядних гвинтівок 1863 Springfield. Переробка складалася з випилювання (або пізніше фрезерування) у задній частині ствола пазу та прикріплення відкидного затвора, "trapdoor", який відкидали догори та вперед, що дозволяло заряджати набій в затвор. Після заряджання затвор закривали і встановлювали на місце, який надійно утримував набій безпечно на місці. В затворі розташовувався ударник по якому наносив удар існуючий курок, тому замок змінювати було не потрібно. Після пострілу, при відкриванні затвор частково витягував порожню гільзу з камори, дозволяючи витягни її. В 1866 році США стандартизували набій .50-70, для використання в перероблених нарізних мушкетах з відкидними затворами, які використовували під час громадянської війни в США. Відкидний затвор використали при переробці гвинтівки Springfield 1873, щоб заряджати її новим набоєм .45-70. Гвинтівка Спригфілд залишалася на озброєнні до 1893 року, коли її змінила гвинтівка з ковзним затвором Krag–Jørgensen.
Іншою переробкою дульнозарядної зброї на казнозарядну з затвором схожим на механізм Алліна стала британська гвинтівка Snider–Enfield, також представлена в 1866 році, але кришка відкидалася в сторону, а не вперед. На відміну від армії США, яка використовувала відкидні замки десятиліттями, британці незабаром відмовилися від замка Снайдера на користь більш складного замка з відкидним блоком Мартіні, який було розроблено на основі замка Пібоді. Гвинтівка Мартіні-Генрі була стандартною британською гвинтівкою кінця вікторіанської епохи, а переробка гвинтівок Мартіні-Енфілд тривала до Другої світової війни.
Мисливці на велику дичину кінця 19-го століття надавали перевагу однозарядній зброї. Мисливці на бізонів на американському Заході використовували гвинтівки Шарпса, Ремінгтона та Спрингфілда; мисливці на слонову кістку та трофеї в Африці та Азії використовували гвинтівку Мартіні та гвинтівки з ковзними затворами, так звані "експрес гвинтівки" та "слонобої". Ці гвинтівки були розроблені для дуже великих набоїв з димним порохом, від військових .45-70 до величезних .50-140 Sharps та .500 Express; перші магазинні УСМ не могли витримати їхню потужність і розміри. На початку 20-го століття однозарядні гвинтівки для полювання на велику дичину могли замінити лише магазинні гвинтівки з ковзними затворами, які стріляли високошвидкісними набоями з бездимним порохом.
Після появи високопотужних магазинних гвинтівок, однозарядні гвинтівки загалом почали використовувати для змагань, а перше офіційне змагання відбулося в 1872 році в Крідмурі, Лонг-Айленд. Приблизно з 1872 року до вступу США в Першу світову війну (1917 рік) стрільба по мішенях з однозарядних гвинтівок була майже такою ж популярною в Америці, як гольф сьогодні. Під час золотого віку цільової стрільби, найбільш популярні цільові гвинтівки випускали компанії Bullard, Stevens, Remington, Maynard, Ballard, Farrow та Winchester. Калібри гвинтівок, які використовують у змаганнях при стрільбі на 540 м в Крідмурі, починаються від .25/20, .32/40, .33, .35, .35-55, .38-55, .40-50, .40/70 і до .44 (.44/105, .44/77 тощо). Але постійно протягом всього періоду використовували два калібри .32-40 та .38-55. Мінімальною стандартною відстанню для початківців є 180 метрів зі стандартної позиції (позиція для стрільби без підготовки). Стрільба ведеться без прицілу, без підставки, без положення лежачи, а, як сказав відомий виробник гвинтівкових стволів, Гаррі Мелвілл Поуп (1861–1950), "стоячи на задніх ногах і стріляючи як чоловік."  Набої .32-40 та .38-55 могли краще протистояти вітру на відстані 180 метрів і не втомлювати стрільця сильним відбоєм, при цьому зберігаючи велику точність. Врешті-решт, саме однозарядна гвинтівка під набій .32-40 стала родзинкою цільових стрільців, оскільки після ста пострілів набоєм .38-55 відбій впливав на стрільця.
В 1878 році Джон Браунінг запатентував можливо, найкращу однозарядну гвинтівку: після продажі Браунінгом конструкції компанії Winchester Repeating Arms Company її представили, як гвинтівку Winchester Model 1885. Хоча було випущено трохи більше 200000 гвинтівок Модель 1885 Single Shot, вона знаходилася у виробництві з 1885 по 1920 роки.
Ремінгтон, Шарпс та Браунінг випускали однозарядні гвинтівки використовуючи різні ударно-спускові механізми, такі як хитний та клиновий затвори. Ці гвинтівки спочатку заряджали великими набоями з димним порохом, наприклад, набій .50-110, і використовували для полювання на велику дичину, частіше на бізонів. Пізніше почали випускати гвинтівки під популярні набої з бездимним порохом, наприклад, набій .30-40 Krag.
Однозарядні гвинтівки деякий час існували паралельно з важільними гвинтівками, але вони почали зникати з виробництва з появою надійних  гвинтівок з ковзним затвором.

#### Пістолети
Однозарядні пістолети з'явилися в Китаї в 14-му столітті. У багатьох версіях така зброя була дульнозарядною до появи унітарних набоїв в першій третині 19-го століття. Такі однозарядні пістолети, які стріляли набоями існували не тривалий час, оскільки швидко розвивалися револьвери і існували переробки набоїв для капсульних револьверів. Проте залишился дві форми однозарядних пістолетів: однозарядні деррінджери та цільові пістолети, які посуті були однозарядними гвинтівками зменшеними до пістолетного розміру. Мабуть, найвідомішим є Remington Rolling Block. Ці однозарядні пістолети зникли разом з однозарядними гвинтівками.
В 1907 році Дж. Стивенс Армс, виробник недорогих однозарядним переламних гвинтівок під пістолетні набої, почав випускати пістолетні версії своїх гвинтівок. Ці пістолети заряджалися набоями .22 Long Rifle і мали регульовані механічні приціли, а також руків'я розроблені для цільової стрільби. Ці моделі були зняті з виробництва в 1939 році.

#### Рушниці
Одноствольні рушниці були завжди популярною недорогою альтернативою двоствольних рушниць. Вони майже завжди мали переламну конструкцію, як і двоствольні варіанти, але менш дорогими оскільки не потребують вирівнювання паралельних стволів. Крім того одноствольні рушниці легші, що може бути перевагою при носінні зброї на полюванні, але це значить, що вони мають сильніший відбій. Вони не дуже поширені у якості спортивної зброї, оскільки більшість дисциплін потребують двох швидких успішних пострілів.
Одноствольну рушницю часто називають «kitchen door gun» (зброя кухонних дверей) або «farm gun» (фермерська зброя) через її низьку вартість у якості зброї самозахисту.

## Типи однозарядних затворів

### Відкидні затвори
Перша казнозарядна зброя під унітарні набої військового призначення в основному була переробкою дульнозарядних гвинтівок-мушкетів. При такій переробці вирізали верхню задню частину ствола за допомогою напилка або фрези, і вставляли шарніно закріплений затвор який відкривася догори і вперед для заряджання.  Внутрішній ударник встановлений під кутом дозволяв використовувати існуючий курок розташований збоку. Американський затвор Алліна розроблений в Спрингфілдському Арсеналі вікидався вперед, в той час як британський затвор Снайдера-Енфілда відкидався убік. Британці швидко замінили затвор Снайдера на вертикально-ковзний затвор Мартіні, в армії США вважали відкидний затвор вдалим і перероблені дульнозарядні гвинтівки отримали нове позначення як гвинтівки Springfield Model 1873. Їх використовували під час індіанських воєн і вони залишилися на озброєнні деяких підрозділів і під час іспансько-американської війни.
Серед інших гвинтівок з відкидним затвором можно зазначити рідкісні карабін Тарплі армії Конфедерації, австрійську гвинтівку Ванцль, бельгійську гвинтівки Албіні-Брендлін та Терссен (деякі з них були зроблені на основі французької кременевої рушниці 1777 року!), швейцарську M1842/59/67 Мілбанк-Амслер, іспанську M1859/67 Бердана та російську Бердан Тип I виробництва Кольта. Всі ці конструкції, окрім Тарплі і російського Бердана, є переробками дульнозарядної зброї.

### Переламний затвор
Можливо, найпоширенішим типом однозарядної зброї, є рушниці, невеликі пістолети та гвинтівки-«слонобої» під димний порох, дія затвори яких основана на «переламуванні» зброї. В такій зброї вузол ствола шарнірно поєднано з казенною частиною. При натисканні на засувку, вузол ствола обертається в протилежний бік від ствольної коробки, відкриваючи камору та інколи в високоякісній зброї, частково виштовхує стріляну гільзу.

### Хитний затвор
В хитному затворі має форму напівциліндру з поворотним штифтом. Стрілець обертає або «хитає» затвор для його відкривання та закривання; це проста, міцна і надійна конструкція. Зазвичай хитні затвори асоціюються зі зброєю розробленою компанією Ремінгтон наприкінці 19-го століття; в затворі Ремінгтона курок замикав затвор під час пострілу, а затвор, в свою чергу, запобігав опусканню курка коли був відкритий. Цікавий варіант хитного затвора мала австрійська гвинтівка M1867 Werndl–Holub, де поворотний штифт розташовувався паралельно стволу, затвор хитався боком.

### Вертикально-ковзний затвор
В данному типі затворів затворний блок опускається або «ковзає» в ствольну коробку відкриваючі патронник, зазвичай для відкривання використовують нижній важіль. Є два види вертикально-ковзних затворів: нахилений та клиновий.

#### Нахилений вертикально-ковзний затвор
Нахиленому затворі, затворний блок шарнірно кріпиться в задній частині. При роботі важеля, затвор ковзає вниз і вперед, відкриваючи камору. Найвідомішими нахиленими ковзними затворами були конструкції Пібоді, Пібоді–Мартіні та Балларда.
Оригінальні гвинтівки Пібоді, вироблені компанією Providence Tool Company, мали боковий курок з ручним зведенням. Швейцарський зброяр Фрідріх Мартіні розробив механізм, який нагадува конструкцію Пібоді, але мав безкурковий ударник який зводився важелем, тим самим рухом який обертав затвор. Гвинтівка Марітін-Генрі 1871 року, яка замінила гвинтівку з «відкидним» затвором Снайдера-Енфілда, була стандартною гвинтівкою братинської армії кінця вікторіанської епохи, крім того гвинтівка Мартіні була популярна серед цивільних.
З 1875 року компанія Marlin Firearms Company випускала самозвідний нахилений ковзний затвор Чарльза Х. Балларда, який отримав чудову репутацію серед стрільців на дальні відстані «Крідмор». Зразки гвинтівки Марлін Балларда, які збереглися, зараз дуже ціняться колекціонерами, особливо з швейцарськими прикладами Schützen.

#### Клиновий затвор
В клинових затворах затворний блок не обертається, а ковзає вертикально вниз у спеціальний паз в ствольній коробці. Клинові затвори є найміцнішими затворами розробленими для ручної зброї, крім того їх використовують у важкій артилерії. Серед відомих конструкцій з клиновими затворами є гвинтівки Шарпса та карабіни, однозарядна гвинтівка Браунінг/Вінчестер, гвинтівка Farquharson та сучасна Ruger No. 1.

### Ковзний затвор
Хоча ковзні затвори зазвичай пов'язують з магазинними гвинтівками, фактично перша військова казнозарядна гвинтівки з ковзними затвором була однозарядною: це була пруська голчаста гвинтівка Дрейзе 1841 року. В 1866 році Франція представила гвинтівку Шасспо, також від паперовий набій з ковзним затвором. Першими гвинтівками під унітарний набій з ковзним затвором на військовій службі стали гвинтівка Бердана Тип II представлена в Росії в 1870 році, Mauser Model 1871 та модифікована гвинтівка Шасспо, гвинтівка Гра 1874 року. Всі ці гвинтівки були однозарядними all these were single-shots.
Зараз більшість цільових гвинтівок невеликого калібру є однозарядними гвинтівками з ковзними затворами.
Однозарядні гвинтівки з ковзними затворами під набій .22 калібру також випускалися в якості недорогої "чоловічої зброї" на початку 20-го століття; до того ж існувало кілька однозарядних рушниць з ковзними затворами під набій калібру .410.

### Інші однозарядні затвори
- Гвинтівка Фергюсона: Британський майор Патрік Фергюсон розробив свою гвинтівку, яку вважають першою казнозарядною військовою гвинтівкою, в 1770-х роках. Затвор у формі заглушки мав різьбову нарізку, тому при  обертанні руків'я під ним, затвор опускався і піднімався після заряджання порохом і кулею; для запалення заряду пороху все ще використовували кременевий замок.
- Гвинтівка Холла: Перший американський казнозарядний кавалерійський карабін, який Холл представив в 1819 році. Важіль нахиляв затвор з патронником вперед і назад, що дозволяло заряджати карабін порохом та кулею, замість звичайного забивання заряду пороху і кулі через ствол. Початкові кременеві замки Холла замінили або переробили на капсульні замки.
- Гвинтівка Kammerlader: Норвезька гвинтівка з кривошипом розроблена приблизно в той же час, що прусська голчаста гвинтівка Дрейзе. Спочатку в ній використовували паперовий набій. Пізніше більшість з них були перероблені під набої кільцевого запалення.
- Карабін Бернсайда: В 1857 році майбутній генерал Емброуз Берсайд винайшов капсульний казнозарядний карабін, який використовували під час громадянської війни в США разом з гвинтівками Шарпса та Спенсера. По суті це була модифікація концепції Холла, проте карабін мав унікальний конічний набій з ламким порожнім переднім фланцем, який було розроблено для герметизації казенника при закриванні.
- Карабін з підйомним затвором: Незвичайний затвор розроблений компанією Bilharz, Hall and Co. для армії Конфедерації, піднятий нижній важіль примушував затвор разом з каморою ковзати догори над лінією ствола, на відміну від клинового затвора який ковзав вниз; камору заряджали спереду паперовим набоєм.
- Карабін Морзе: Його затвор схожий на затвор Холла, але форма потронника інша.
- Winchester Модель 55[3]: Нетрадиційний гібрид однозарядної та самозарядної гвинтівки. Ця гвинтівка .22 калібру викидала стріляну гільзу і зводила курок, як самозарядна зброя з вільним затвором, але вона не мала магазина і заряджалася вручну після кожного пострілу.
- "'Screw Barrel Actions'":

Ручка-пістолет OSS та деякі інші ручки-пістолети для прихованого носіння, а також саморобна зброя, яка часто зроблена з сантехнічних деталей, а також зброя-ціпки, яка має гвинтову різьбу для кріплення ствола до казенної частини де знаходиться ударник є однозарядними. Стрілець відкручує ствол від ствольної коробки, щоб відкрити патронник для заряджання. Однозарядна гвинтівка RN50 .50bmg має схожий гвинтовий затвор, який дозволяє надійно закрити патронник і утримати потужний відбій набою .50bmg.

## Сучасна однозарядна зброя
Хоча для любителів випускають однозарядну зброю без набоїв (наприклад, репліки антикварної зброї), обговорення нижче сфокусовано на нових конструкціях де використовуються набої.

### Пістолети
Сучасна ера однозарядної зброї найбільш помітна в царині пістолетів. Компанія Ремінгтон представила однозарядний пістолет XP-100 з ковзним затвором в 1963 році, який відкрив еру високопродуктивних пістолетів з високою швидкістю польоту кулі. Набій .221 Fireball отримав свою назву завдяки швидкості польоту кулі, яка дорівнює823 м/с при стрільбі зі зброї зі стволом довжиною 26,7 см. По суті це є вкорочений набій .222 Remington, компактний набій .221 Fireball має точність, яка перевищує гвинтівки, на відстані яка є нереальною для іншихпістолетів.
В 1967 році було представлено пістолет Contender компанії Thompson Center Arms був більшим за пістолет XP-100, який назавжди змінив стрілецький спорт. Пістолет Contender мав ковзний затвор, що дозволяло стрільцю швидко змінити ствол. Пістолет було представлено в калібрах від .22 Long Rifle до .45-70 зі стволами довжиною 8, 10 та 14 дюймів (20, 25 та 35,5 см). Contender, в правильних руках, мав точність, як у гвинтівки, її можна було порівняти з XP-100.
Багато інших виробників робили однозарядні пістолети, більшість з яких мали ковзні гвинтівкові затвори, зі стволами довжиною від 25 до 38 см. Однозарядна зброя є домінуючою в силуетній стрільбі, крім того однозарядна зброя частіше використовується на полюванні.
Однозарядні пістолети користуються популярністю серед інсургентів, борців опору та вуличних бандформувань. Масові, деешеві пістолети  Liberator часів Другої світової війни, які випускали та передавали збройні сили США  союзним силам опору та партизанам в якості пістолетів для прихованого носіння, є найбільш відомим прикладом серійних однозарядних пістолетів. Було виготовлено та вільно розповсюджено більше мільйона одиниць, багато пістолетів залишилось в приватному володінні. Кілька варіантів саморобної зброї також можна вважати однозарядними пістолетами. В останні роки ця імпровізована зброя стала поширюватися серед криміналу та інсургентів, особливо коли складно знайти заводську зброю.

### Гвинтівки

#### Ruger

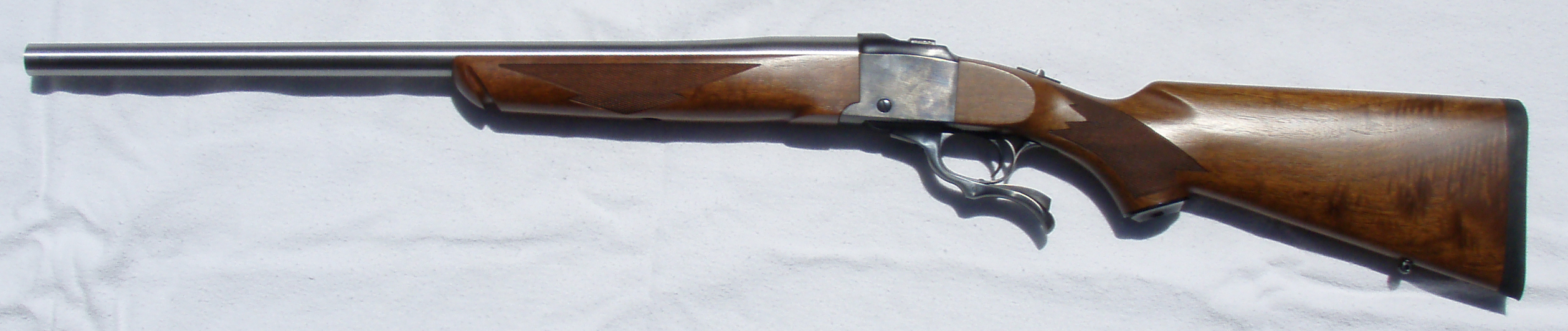
Однозарядна гвинтівка Ruger No. 1 з нестандартним стволом .243

В 1966 році компанія Sturm, Ruger представила першу гвинтівку, Ruger No. 1, яка мала клиновий затвор і випускалася під велику кількістю калібрів від .22 Hornet до .458 Winchester Magnum. Гвинтівку No. 1 завжди обирали стрільці яким була потрібна однозарядна гвинтівка компактного розміру, а клиновий затвор зменшував довжину на чотири дюйми при заданій довжині ствола. З 1972 по 1987 роки, компанія Ругер розробила дешевшу версію гвинтівки №1, під назвою №3. №3, яка коштувала приблизно вполовину менше за №1, мала спрощений, неблокуючий важіль для клинового затвора та гладкий приклад.

#### Browning
В 1985 році Браунінг представила відновлену відому однозарядну гвинтівку Winchester Модель 1885 в популярних калібрах, але під назвою Браунінг. Хоча гвинтівка Winchester Single Shot завоювала популярність під брендом Вінчестер, саме Джон Мозес Браунінг розробив її і продав права Вінчестеру на початку 1880-х років. Гвинтівку  Browning Single Shot Rifle випускали з 1985 по 2001 роки.

#### Cooper

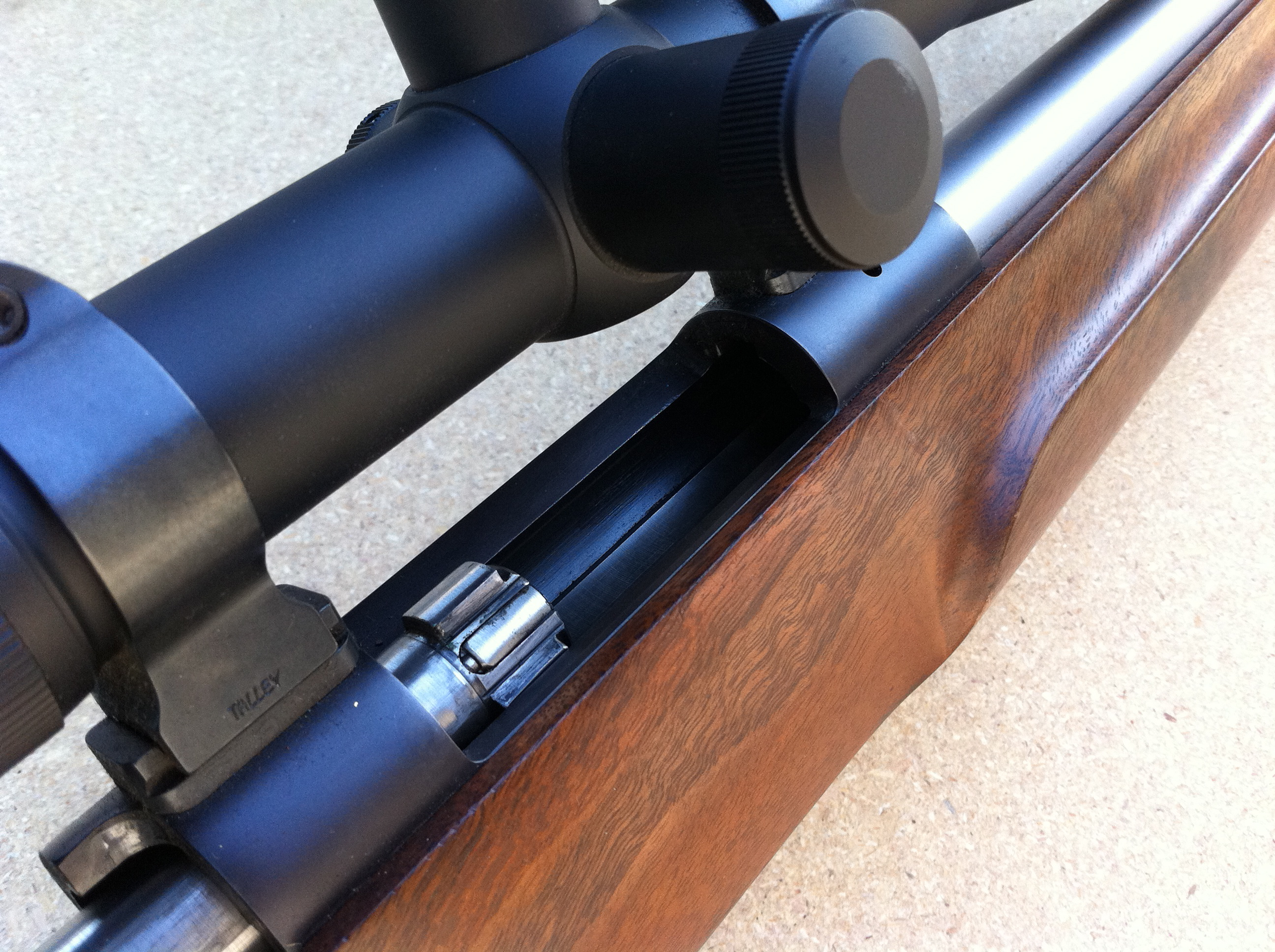
Відкритий затвор однозарядної гвинтівки Cooper Model 22

Більшість гвинтівок компанії Cooper є однозарядними гвинтівками з ковзними затворами. Багато гвинтівок спеціально зроблені полювання на дичину на дальніх відстанях, де точність однозарядної зброї є корисною.

#### Remington
Компанія Ремінгтон знову відкрила продаж на свої гвинтівки No. 1 Rolling Block своєму спеціалізованому магазині.

#### New England Firearms (H&R)
Однією з найбільш поширених однозарядних гвинтівок є недорога переламна гвинтівка New England Firearms, побудована на основі рушниці 12-го калібру. Однак затвори гвинтівки виготовляються з термообробленої сталі, а затвор рушниці не піддається термообробці. На будь-яку раму гвинтівки можна встановити гвинтівкові або рушничні стволи, а от рами рушниць безпечні лише для рушничних стволів. Спочатку їх виробляла компанія Harrington & Richardson починаючи з 1871 року. H&R пізніше придбала компанія NEF, а тепер обидві компанії входять до складу Marlin Firearms. Гвинтівки продають під марками NEF та H&R. Ці гвинтівки дуже точні і часто коштують вполовину дешевше за гвинтівки з ковзними затворами того самого калібру.

#### Winchester
В 2005 році компанія Вінчестер відновила випуск своєї легендарної гвинтівки Модель 1885 Single Shot Rifle, в категорії Limited Series. Сучасні набої калібру .17 пропонували в конструкції Low Wall, а набої калібру .243 та .30-06 представляли собою тип High Wall. Найточнішими із репродукцій є Traditional Hunter Limited Series Модель 1885 Single Shots, оскільки вони мали оригінальні сталеві серпоподібні потиличники прикладу та складні сталеві цілики з восьмикутними стволами. Гвинтівки Traditional Hunter заряджаються набоями калібрів.45-90 BPCR, .45-70, .405 та .38-55 19-го століття. Пробні стрільби з цих Вінчестерів показали, що вони мають високоякісну конструкцію, в якій використано останні технології та сучасну сталь. Вони міцніші і безпечніші ніж їхні попередники 19-го століття; а точність заводських стволів є виключно доброю; особливо при стрільбі на відстань 180 м.

#### Sharps
Основною гвинтівкою для полювання на бізонів в 19-му столітті була гвинтівка Шарпса. Останнім часом їх популярність знову зросла для полювання на велику дичину, а також для використання реконструкторами і змагань зі зброєю, що стріляє димним порохом (BPCR). Велика частина нинішньої популярності гвинтівки Шарпса 1874 року пов'язана з фільмом "Квіглі в Астралії". Популярність змагань Cowboy action shooting також вплинула на популярність однозарядних гвинтівок, оскільки з'явилося багато реплік старих гвинтівок під димний порох, особливо гвинтівок Шарпса.

#### Barrett M99
Barrett M99 є однозарядною снайперською гвинтівкою зробленою за схемою булпап з ковзним затвором. Вона заряджається набоями .50 BMG та .416 Barrett, які мають точність 0.5 MOA на відстанях, що набагато перевищують одну милю.

#### Denel NTW-20
Великокаліберна снайперська гвинтівка Denel NTW-20 з ковзним затвором. Завдяки буферному затвору в ствольній коробці, завдяки чому ствол може рухатися в рамі, що дозволяє стрільцю використовувати потужні набої при відносно невеликому відбою. Гвинтівку заряджають набоями 20×82mm Mauser, 14.5×114mm та 20×110mm Hispano-Suiza. Хоча, однозарядним є лише набій 20 мм Hispano-Suiza, інші набої подаються з 3-зарядного магазина.

#### Steyr
Оригінальна версія гвинтівки Steyr HS .50 є однозарядною снайперською гвинтівкою з ковзним затвором. Її заряджають набоєм .50 BMG (або .460 Steyr в Каліфорнії) і стріляють на відстані від 1500 до 2500 метрів.